# Jörg Weißelberg

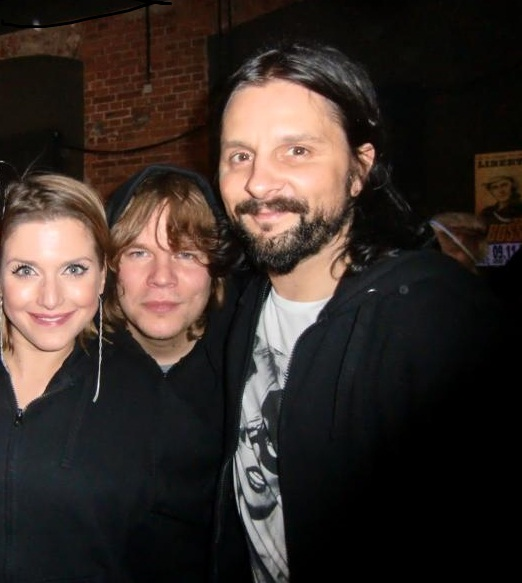
Jeanette Biedermann, Christian Bömkes und Jörg Weißelberg als Band Ewig (2012)

Jörg Weißelberg (auch: Weisselberg) (* 22. April 1968 in Löbau) ist ein deutscher Gitarrist, Songwriter und Musikproduzent.

## Leben
Jörg Weißelberg nahm einige Jahre Gitarrenunterricht, entwickelte dann aber seine musikalischen Fähigkeiten hauptsächlich als Autodidakt weiter. Schon in jungen Jahren arbeitete er in der DDR als Profimusiker. Er begann verschiedene Projekte und spielte in mehreren namhaften Bands.
Nach dem Fall der Mauer gründete er die Band „The Backyards“ (Veröffentlichung von She’s on the Run, WEA), wo er sich erstmals als Songwriter versuchte und auch als Sänger agierte. Prägende Erfahrungen im Studio machte er bei Edo Zanki.
Seit 2001 ist Weißelberg Gitarrist und Musical Director der Band von Jeanette Biedermann, mit der er quer durch Europa tourte. Live und im Studio begleitet Weißelberg auch Remo, Bell, Book & Candle, Peter Schilling und viele andere Künstler. Zusammen mit seinem Jugendfreund Steffen Langenfeld betrieb er gleichzeitig das „Backyard Music Studio“. In dieser Zeit arbeitete er zwei Jahre im Studio mit der Band Silbermond. Er schrieb für sie und mit ihnen gemeinsam Songs, die später auf dem erfolgreichen Debütalbum aus dem Jahr 2004 Verschwende deine Zeit zu hören sind. Des Weiteren arbeitete er auch für andere Künstler als Songschreiber und Produzent, darunter Jeanette Biedermann (Album Naked Truth) und Selina (Album Mädchen kommen immer… (ans Ziel)).
Im Jahr 2008 gründete er gemeinsam mit musikalischen Freunden das Projekt Acoustic Lounge. Dort widmet er sich der akustischen Interpretation aktueller Chartsongs. Einige der Versionen konnte man 2009 in der Sat.1-Telenovela Anna und die Liebe hören.
Seit 2010 ist Weißelberg Teil des Produzenten-Teams der Mitte-Studios Berlin, mit Sitz in den Gebäuden der Hansa-Tonstudios, wo er seitdem bevorzugt in seinen eigenen Studioräumlichkeiten arbeitet. Von Anfang 2011 bis März 2012 war er Gitarrist von Thomas Godoj. Anfang 2012 wurde die Band Ewig von Jeanette Biedermann, Christian Bömkes und ihm gegründet. Ihre erste Single Ein Schritt weiter wurde am 31. August 2012 veröffentlicht, gefolgt vom Debütalbum Wir sind Ewig am 14. September 2012.
Weißelberg lebt und arbeitet in Berlin. Er heiratete am 7. Juli 2012 die Sängerin Jeanette Biedermann in seiner Heimatstadt Löbau.

## Filmografie
Die Arbeit für den Radio Bremen-Tatort Schwelbrand führte Weißelberg in den Bereich Filmmusik. Weitere musikalische Arbeiten für TV und Kino waren Titelsongs der Kinofilme Freche Mädchen und Freche Mädchen 2, die er gemeinsam mit Jeanette Biedermann schrieb.
2012 war er in der ARD-Vorabendsendung Hauptstadtrevier Die Doppelgängerin zu sehen, in der Ewig einen Gastauftritt hatte.

## Diskografie
Weißelberg ist als Studiomusiker auf zahlreichen nationalen und internationalen Produktionen und Nr. 1-Hits zu hören. Unter anderem spielte er den Grand Prix-Siegertitel des Eurovision Song Contest 2010 Satellite von Lena Meyer-Landrut als Gitarrist ein. 
Er spielte beispielsweise auf den Alben und Singles von Jennifer Rush, Lena Meyer-Landrut, Cinema Bizarre, Silbermond, Udo Jürgens, Rick Springfield, New Kids on the Block, Joana Zimmer, Die Prinzen, Tobias Regner, Eisblume, Bell, Book & Candle, Chris Norman, Thomas Godoj, Christian Durstewitz, Jeanette Biedermann, Marc Terenzi, Lisa Bund, Yvonne Catterfeld, Maike von Bremen, Tata Young, Timothy James, Nik P., DJ Ötzi, Jordan Knight, Glasperlenspiel, Roland Kaiser, Gracia Baur, Preluders, Frank Zander, Acoustic Revolution, Die Blauen Engel, Mike Leon Grosch, Oliver Wimmer, The Black Pony.

## Equipment
Jörg Weißelberg benutzt für sein Live Set meist ein Stereo Amp System von Suhr mit vielen Effekt-Pedalen. Im Studio kommen verschiedenste Vintage-Verstärker zum Einsatz.
Weißelberg benutzt gern E-Gitarren der deutschen Marke Duesenberg, Gibson und Sigma Akustikgitarren.